# بروزاد
بروزاد، روستایی از توابع بخش گرکن جنوبی شهرستان مبارکه در استان اصفهان ایران است.

## جمعیت
این روستا در شهر زیباشهر شهرستان مبارکه قرار دارد و براساس سرشماری مرکز آمار ایران در سال ۱۳۸۵، جمعیت آن ۲۰۰۰ نفر (۴۰۰خانوار) بوده‌است.